# Saison 1999-2000 du Football Club de Grenoble rugby
Cette page présente la saison 1999-2000 du Football club de Grenoble rugby.
Avec 25 millions de francs, le club se trouve être le huitième budget du championnat tandis que Toulouse est en tête avec 45 millions.
En début de saison, un classement des plus grands clubs français des 20 dernières années situe le FC Grenoble à la cinquième  place derrière Toulouse, Agen, Toulon et Clermont.
Grenoble amorce son déclin et doit se contenter d'une 17e place en championnat de France, tout en étant paradoxalement la seule équipe à battre en coupe d'Europe les Anglais des Northampton Saints, futurs vainqueurs de l’épreuve.

## Les matchs de la saison
Grenoble termine 9e de sa poule avec 9 victoires, 1 nul et 12 défaites 

### À domicile
- Grenoble-Perpignan 29-24
- Grenoble-Toulouse 0-32
- Grenoble-Montauban 19-10
- Grenoble-Aurillac 30-24
- Grenoble-Dax 24-11
- Grenoble-Narbonne 30-21
- Grenoble-Auch 21-25
- Grenoble-Brive 13-22
- Grenoble-La Rochelle 43-29
- Grenoble-Stade Français 17-17
- Grenoble-Colomiers 19-33

### À l’extérieur
- Perpignan-Grenoble 13-18
- Toulouse-Grenoble 33-18
- Montauban-Grenoble 25-18
- Aurillac-Grenoble 15-7
- Dax-Grenoble 42-13
- Narbonne-Grenoble 21-27
- Auch-Grenoble 13-22
- Brive-Grenoble 28-22
- La Rochelle-Grenoble 26-25
- Stade Français-Grenoble 39-18
- Colomiers-Grenoble 26-13

## Classement des 2 poules de 12
Les équipes en vert sont qualifiées directement pour les 1/4 de finale.

Les équipes en jaune sont qualifiées pour les barrages.
Les équipes en rose sont reléguées en Pro D2 pour la saison 2000-2001.
| Pos | Équipe               | Points |
| --- | -------------------- | ------ |
| 1   | Stade toulousain     | 58     |
| 2   | Stade français Paris | 47     |
| 3   | US Colomiers         | 47     |
| 4   | US Dax               | 46     |
| 5   | CA Brive             | 46     |
| 6   | USA Perpignan        | 46     |
| 7   | Stade rochelais      | 45     |
| 8   | RC Narbonne          | 43     |
| 9   | FC Auch              | 41     |
| 10  | FC Grenoble          | 41     |
| 11  | Stade aurillacois    | 38     |
| 12  | US Montauban         | 30     |

| Pos | Équipe                | Points |
| --- | --------------------- | ------ |
| 1   | Castres olympique     | 54     |
| 2   | Section paloise       | 54     |
| 3   | SU Agen               | 53     |
| 4   | AS Montferrand        | 50     |
| 5   | CS Bourgoin-Jallieu   | 48     |
| 6   | Biarritz olympique    | 48     |
| 7   | CA Bègles-Bordeaux    | 48     |
| 8   | Stade montois         | 44     |
| 9   | RC Toulon             | 43     |
| 10  | CA Périgueux          | 36     |
| 11  | Racing club de France | 28     |
| 12  | RC Nîmes              | 22     |

En raison d'un déficit cumulé de 10 millions de Francs, la Ligue Nationale de Rugby décide la rétrogradation du Rugby club toulonnais en Deuxième Division le 24 juillet 2000. Un match de barrage de maintien est organisé entre Aurillac et le Racing club de France gagné par Aurillac. Aurillac est donc maintenu en Pro D1.

## Tableau final
|  | Matchs de barrage   | Matchs de barrage    |                      |                      | Quarts de finale | Quarts de finale |  |  | Demi-finales | Demi-finales |  |  | Finale | Finale |
|  | ------------------- | -------------------- | -------------------- | -------------------- | ---------------- | ---------------- |  |  | ------------ | ------------ |  |  | ------ | ------ |
|  |                     |                      |                      |                      |                  |                  |  |  |              |              |  |  |        |        |
|  |                     |                      |                      |                      |                  |                  |  |  |              |              |  |  |        |        |
|  |                     |                      |                      |                      |                  |                  |  |  |              |              |  |  |        |        |
|  |                     |                      |                      |                      |                  |                  |  |  |              |              |  |  |        |        |
|  |                     |                      |                      |                      |                  |                  |  |  |              |              |  |  |        |        |
|  |                     |                      |                      |                      |                  |                  |  |  |              |              |  |  |        |        |
|  |                     | Biarritz olympique   | 18                   |                      |                  |                  |  |  |              |              |  |  |        |        |
|  |                     |                      | 18                   |                      |                  |                  |  |  |              |              |  |  |        |        |
|  |                     | Stade toulousain     | 28ap                 |                      |                  |                  |  |  |              |              |  |  |        |        |
|  | US Dax              | Stade toulousain     | 28ap                 | 24                   |                  |                  |  |  |              |              |  |  |        |        |
|  | US Dax              |                      |                      | 24                   |                  |                  |  |  |              |              |  |  |        |        |
|  | Biarritz olympique  | 37                   |                      |                      |                  |                  |  |  |              |              |  |  |        |        |
|  | Biarritz olympique  | 37                   |                      | Stade toulousain     | 13               |                  |  |  |              |              |  |  |        |        |
|  |                     |                      |                      | Stade toulousain     | 13               |                  |  |  |              |              |  |  |        |        |
|  |                     |                      | Stade français Paris | 30                   |                  |                  |  |  |              |              |  |  |        |        |
|  |                     |                      | Stade français Paris | 30                   |                  |                  |  |  |              |              |  |  |        |        |
|  |                     |                      |                      |                      |                  |                  |  |  |              |              |  |  |        |        |
|  |                     |                      |                      |                      |                  |                  |  |  |              |              |  |  |        |        |
|  |                     | Stade français Paris | 25                   |                      |                  |                  |  |  |              |              |  |  |        |        |
|  |                     |                      | 25                   |                      |                  |                  |  |  |              |              |  |  |        |        |
|  |                     | USA Perpignan        | 15                   |                      |                  |                  |  |  |              |              |  |  |        |        |
|  | SU Agen             | USA Perpignan        | 15                   | 32                   |                  |                  |  |  |              |              |  |  |        |        |
|  | SU Agen             |                      |                      | 32                   |                  |                  |  |  |              |              |  |  |        |        |
|  | USA Perpignan       | 33                   |                      |                      |                  |                  |  |  |              |              |  |  |        |        |
|  | USA Perpignan       | 33                   |                      | Stade français Paris | 28               |                  |  |  |              |              |  |  |        |        |
|  |                     |                      |                      | Stade français Paris | 28               |                  |  |  |              |              |  |  |        |        |
|  |                     | US Colomiers         | 23                   |                      |                  |                  |  |  |              |              |  |  |        |        |
|  |                     | US Colomiers         | 23                   |                      |                  |                  |  |  |              |              |  |  |        |        |
|  |                     |                      |                      |                      |                  |                  |  |  |              |              |  |  |        |        |
|  |                     |                      |                      |                      |                  |                  |  |  |              |              |  |  |        |        |
|  | Section paloise     | 28                   |                      |                      |                  |                  |  |  |              |              |  |  |        |        |
|  | Section paloise     | 28                   |                      |                      |                  |                  |  |  |              |              |  |  |        |        |
|  |                     | AS Montferrand       | 27                   |                      |                  |                  |  |  |              |              |  |  |        |        |
|  | AS Montferrand      | AS Montferrand       | 27                   | 41                   |                  |                  |  |  |              |              |  |  |        |        |
|  | AS Montferrand      |                      |                      | 41                   |                  |                  |  |  |              |              |  |  |        |        |
|  | CA Brive            | 23                   |                      |                      |                  |                  |  |  |              |              |  |  |        |        |
|  | CA Brive            | 23                   |                      | Section paloise      | 22               |                  |  |  |              |              |  |  |        |        |
|  |                     |                      |                      | Section paloise      | 22               |                  |  |  |              |              |  |  |        |        |
|  |                     | US Colomiers         | 24                   |                      |                  |                  |  |  |              |              |  |  |        |        |
|  |                     | US Colomiers         | 24                   |                      |                  |                  |  |  |              |              |  |  |        |        |
|  |                     |                      |                      |                      |                  |                  |  |  |              |              |  |  |        |        |
|  |                     |                      |                      |                      |                  |                  |  |  |              |              |  |  |        |        |
|  | Castres olympique   | 15                   |                      |                      |                  |                  |  |  |              |              |  |  |        |        |
|  | Castres olympique   | 15                   |                      |                      |                  |                  |  |  |              |              |  |  |        |        |
|  |                     | US Colomiers         | 29                   |                      |                  |                  |  |  |              |              |  |  |        |        |
|  | US Colomiers        | US Colomiers         | 29                   | 20                   |                  |                  |  |  |              |              |  |  |        |        |
|  | US Colomiers        |                      |                      |                      |                  |                  |  |  |              |              |  |  |        |        |
|  | CS Bourgoin-Jallieu | 18                   |                      |                      |                  |                  |  |  |              |              |  |  |        |        |
|  | CS Bourgoin-Jallieu | 18                   |                      |                      |                  |                  |  |  |              |              |  |  |        |        |

- 18-18 entre Biarritz et le Stade toulousain à l'issue du temps réglementaire en 1/4 de finale.

## Coupe d'Europe

### Notations
Les abréviations signifient :
| - Pts : points de classement - J : matchs joués - V : nombre de victoires - N : nombre de matchs nuls - D : nombre de défaites | - EM : nombre d'essais marqués - EE : nombre d'essais encaissés - PM : nombre de points marqués - PE : nombre de points encaissés - Δ : différence de points |

### Poule 1
| Équipe               | Pays       |
| -------------------- | ---------- |
| Leicester Tigers     | Angleterre |
| Stade français Paris | France     |
| Leinster             | Irlande    |
| Glasgow Warriors     | Écosse     |

| Équipe               | Pts | J | V | N | D | EM | EE | PM  | PE  | Δ   |
| -------------------- | --- | - | - | - | - | -- | -- | --- | --- | --- |
| Stade français Paris | 8   | 6 | 4 | 0 | 2 | 22 | 9  | 192 | 109 | +83 |
| Leinster             | 8   | 6 | 4 | 0 | 2 | 12 | 17 | 150 | 138 | +12 |
| Leicester Tigers     | 4   | 6 | 2 | 0 | 4 | 14 | 23 | 130 | 179 | -49 |
| Glasgow Warriors     | 4   | 6 | 2 | 0 | 4 | 12 | 11 | 127 | 173 | -46 |

| Date        | Lieu                    | Équipe               | Score | Adversaire           |
| ----------- | ----------------------- | -------------------- | ----- | -------------------- |
| 19 novembre | Donnybrook, Dublin      | Leinster             | 27-20 | Leicester Tigers     |
| 21 novembre | Jean-Bouin, Paris       | Stade français Paris | 37-18 | Glasgow Warriors     |
| 26 novembre | McDiarmid Park, Perth   | Glasgow Warriors     | 29-17 | Leinster             |
| 27 novembre | Welford Road, Leicester | Leicester Tigers     | 30-25 | Stade français Paris |
| 12 décembre | Jean-Bouin, Paris       | Stade français Paris | 39-6  | Leinster             |
| 12 décembre | McDiarmid Park, Perth   | Glasgow Warriors     | 30-17 | Leicester Tigers     |
| 17 novembre | Donnybrook, Dublin      | Leinster             | 24-23 | Stade français Paris |
| 18 novembre | Welford Road, Leicester | Leicester Tigers     | 34-21 | Glasgow Warriors     |
| 7 janvier   | Donnybrook, Dublin      | Leinster             | 44-17 | Glasgow Warriors     |
| 8 janvier   | Jean-Bouin, Paris       | Stade français Paris | 38-16 | Leicester Tigers     |
| 14 janvier  | Hughenden, Glasgow      | Glasgow Warriors     | 15-30 | Stade français Paris |
| 15 janvier  | Welford Road, Leicester | Leicester Tigers     | 10-32 | Leinster             |

### Poule 2
| Équipe           | Pays           |
| ---------------- | -------------- |
| Bath Rugby       | Angleterre     |
| Stade toulousain | France         |
| Swansea RFC      | Pays de Galles |
| Petrarca Padoue  | Italie         |

| Équipe           | Pts | J | V | N | D | EM | EE | PM  | PE  | Δ    |
| ---------------- | --- | - | - | - | - | -- | -- | --- | --- | ---- |
| Stade toulousain | 10  | 6 | 5 | 0 | 1 | 24 | 5  | 200 | 73  | +137 |
| Bath Rugby       | 8   | 6 | 4 | 0 | 2 | 15 | 8  | 170 | 80  | +90  |
| Swansea RFC      | 6   | 6 | 3 | 0 | 3 | 14 | 13 | 126 | 137 | -11  |
| Petrarca Padoue  | 0   | 6 | 0 | 0 | 6 | 11 | 38 | 76  | 282 | -206 |

| Date        | Lieu                      | Équipe           | Score | Adversaire       |
| ----------- | ------------------------- | ---------------- | ----- | ---------------- |
| 20 novembre | St Helens, Swansea        | Swansea RFC      | 66-19 | Petrarca Padoue  |
| 20 novembre | Recreation Ground, Bath   | Bath Rugby       | 25-32 | Stade toulousain |
| 27 novembre | Stadio Plebiscito, Padoue | Petrarca Padoue  | 15-56 | Bath Rugby       |
| 27 novembre | Ernest-Wallon, Toulouse   | Stade toulousain | 46-3  | Swansea RFC      |
| 10 décembre | St Helens, Swansea        | Swansea RFC      | 10-9  | Bath Rugby       |
| 11 décembre | Stadio Plebiscito, Padoue | Petrarca Padoue  | 17-39 | Stade toulousain |
| 18 décembre | Ernest-Wallon, Toulouse   | Stade toulousain | 51-0  | Petrarca Padoue  |
| 7 janvier   | St Helens, Swansea        | Swansea RFC      | 9-18  | Stade toulousain |
| 8 janvier   | Recreation Ground, Bath   | Bath Rugby       | 41-0  | Petrarca Padoue  |
| 11 janvier  | Recreation Ground, Bath   | Bath Rugby       | 20-9  | Swansea RFC      |
| 15 janvier  | Stadio Plebiscito, Padoue | Petrarca Padoue  | 25-29 | Swansea RFC      |
| 15 janvier  | Ernest-Wallon, Toulouse   | Stade toulousain | 14-19 | Bath Rugby       |

### Poule 3
| Équipe              | Pays           |
| ------------------- | -------------- |
| London Wasps        | Angleterre     |
| CS Bourgoin-Jallieu | France         |
| Llanelli RFC        | Pays de Galles |
| Ulster              | Irlande        |

| Équipe              | Pts | J | V | N | D | EM | EE | PM  | PE  | Δ    |
| ------------------- | --- | - | - | - | - | -- | -- | --- | --- | ---- |
| Llanelli RFC        | 10  | 6 | 5 | 0 | 1 | 17 | 8  | 152 | 86  | +66  |
| London Wasps        | 10  | 6 | 5 | 0 | 1 | 16 | 9  | 163 | 99  | +64  |
| CS Bourgoin-Jallieu | 4   | 6 | 2 | 0 | 4 | 14 | 14 | 140 | 162 | -22  |
| Ulster              | 0   | 6 | 0 | 0 | 6 | 4  | 20 | 71  | 179 | -108 |

| Date        | Lieu                           | Équipe              | Score | Adversaire          |
| ----------- | ------------------------------ | ------------------- | ----- | ------------------- |
| 20 novembre | Pierre-Rajon, Bourgoin-Jallieu | CS Bourgoin-Jallieu | 26-12 | Ulster              |
| 21 novembre | Loftus Road, Londres           | London Wasps        | 22-13 | Llanelli RFC        |
| 26 novembre | Ravenhill, Belfast             | Ulster              | 6-19  | London Wasps        |
| 27 novembre | Stradey Park, Llanelli         | Llanelli RFC        | 29-10 | CS Bourgoin-Jallieu |
| 10 décembre | Ravenhill, Belfast             | Ulster              | 6-29  | Llanelli RFC        |
| 11 décembre | Pierre-Rajon, Bourgoin-Jallieu | CS Bourgoin-Jallieu | 15-21 | London Wasps        |
| 18 décembre | Stradey Park, Llanelli         | Llanelli RFC        | 20-3  | Ulster              |
| 19 décembre | Loftus Road, Londres           | London Wasps        | 37-23 | CS Bourgoin-Jallieu |
| 8 janvier   | Pierre-Rajon, Bourgoin-Jallieu | CS Bourgoin-Jallieu | 30-36 | Llanelli RFC        |
| 9 janvier   | Loftus Road, Londres           | London Wasps        | 49-17 | Ulster              |
| 14 janvier  | Ravenhill, Belfast             | Ulster              | 27-36 | CS Bourgoin-Jallieu |
| 15 janvier  | Stradey Park, Llanelli         | Llanelli RFC        | 25-15 | London Wasps        |

### Poule 4
| Équipe         | Pays           |
| -------------- | -------------- |
| Saracens       | Angleterre     |
| US Colomiers   | France         |
| Pontypridd RFC | Pays de Galles |
| Munster        | Irlande        |

| Équipe         | Pts | J | V | N | D | EM | EE | PM  | PE  | Δ   |
| -------------- | --- | - | - | - | - | -- | -- | --- | --- | --- |
| Munster        | 10  | 6 | 5 | 0 | 1 | 19 | 14 | 188 | 132 | +56 |
| Saracens       | 6   | 6 | 3 | 0 | 3 | 24 | 15 | 206 | 153 | +53 |
| Pontypridd RFC | 4   | 6 | 2 | 0 | 4 | 13 | 20 | 144 | 194 | -50 |
| US Colomiers   | 4   | 6 | 2 | 0 | 4 | 13 | 20 | 106 | 165 | -59 |

| Date        | Lieu                     | Équipe         | Score | Adversaire     |
| ----------- | ------------------------ | -------------- | ----- | -------------- |
| 20 novembre | Thomond Park, Limerick   | Munster        | 32-10 | Pontypridd RFC |
| 21 novembre | Stade Selery, Colomiers  | US Colomiers   | 39-18 | Saracens       |
| 26 novembre | Stardis Road, Pontypridd | Pontypridd RFC | 22-14 | US Colomiers   |
| 28 novembre | Vicarage Road, Watford   | Saracens       | 34-35 | Munster        |
| 11 décembre | Stade Selery, Colomiers  | US Colomiers   | 15-31 | Munster        |
| 12 décembre | Vicarage Road, Watford   | Saracens       | 52-35 | Pontypridd RFC |
| 17 décembre | Stardis Road, Pontypridd | Pontypridd RFC | 18-22 | Saracens       |
| 18 décembre | Musgrave Park, Cork      | Munster        | 23-5  | US Colomiers   |
| 8 janvier   | Thomond Park, Limerick   | Munster        | 31-30 | Saracens       |
| 9 janvier   | Stade Selery, Colomiers  | US Colomiers   | 38-21 | Pontypridd RFC |
| 15 janvier  | Stardis Road, Pontypridd | Pontypridd RFC | 38-36 | Munster        |
| 16 janvier  | Vicarage Road, Watford   | Saracens       | 52-15 | US Colomiers   |

### Poule 5
| Équipe       | Pays           |
| ------------ | -------------- |
| Harlequins   | Angleterre     |
| ASM Clermont | France         |
| Cardiff RFC  | Pays de Galles |
| Trévise      | Italie         |

| Équipe       | Pts | J | V | N | D | EM | EE | PM  | PE  | Δ   |
| ------------ | --- | - | - | - | - | -- | -- | --- | --- | --- |
| Cardiff RFC  | 9   | 6 | 4 | 1 | 1 | 14 | 13 | 168 | 141 | +27 |
| ASM Clermont | 8   | 6 | 4 | 0 | 2 | 19 | 6  | 154 | 85  | +69 |
| Trévise      | 4   | 6 | 2 | 0 | 4 | 6  | 16 | 100 | 167 | -67 |
| Harlequins   | 3   | 6 | 1 | 1 | 4 | 8  | 12 | 120 | 149 | -29 |

| Date        | Lieu                              | Équipe       | Score       | Adversaire   |
| ----------- | --------------------------------- | ------------ | ----------- | ------------ |
| 19 novembre | Arms Park, Cardiff                | Cardiff RFC  | 32-32       | Harlequins   |
| 20 novembre | Di Monigo, Trévise                | Trévise      | 15-21       | ASM Clermont |
| 27 novembre | Twickenham Stoop, Londres         | Harlequins   | 19-22       | Trévise      |
| 27 novembre | Marcel-Michelin, Clermont-Ferrand | ASM Clermont | 46-13       | Cardiff RFC  |
| 11 décembre | Arms Park, Cardiff                | Cardiff RFC  | 23-16       | Trévise      |
| 11 décembre | Twickenham Stoop, Londres         | Harlequins   | 11-9        | ASM Clermont |
| 18 décembre | Di Monigo, Trévise                | 16-40        | Cardiff RFC |              |
| 18 décembre | Marcel-Michelin, Clermont-Ferrand | ASM Clermont | 32-9        | Harlequins   |
| 8 janvier   | Di Monigo, Trévise                | Trévise      | 24-23       | Harlequins   |
| 8 janvier   | Arms Park, Cardiff                | Cardiff RFC  | 30-5        | ASM Clermont |
| 16 janvier  | Twickenham Stoop, Londres         | Harlequins   | 26-30       | Cardiff RFC  |
| 16 janvier  | Marcel-Michelin, Clermont-Ferrand | ASM Clermont | 41-7        | Trévise      |

### Poule 6
| Équipe             | Pays           |
| ------------------ | -------------- |
| Northampton Saints | Angleterre     |
| FC Grenoble        | France         |
| Neath RFC          | Pays de Galles |
| Edinburgh          | Écosse         |

| Équipe             | Pts | J | V | N | D | EM | EE | PM  | PE  | Δ   |
| ------------------ | --- | - | - | - | - | -- | -- | --- | --- | --- |
| Northampton Saints | 10  | 6 | 5 | 0 | 1 | 19 | 7  | 184 | 87  | +97 |
| FC Grenoble        | 6   | 6 | 3 | 0 | 3 | 13 | 15 | 110 | 140 | -30 |
| Edinburgh          | 6   | 6 | 3 | 0 | 3 | 13 | 19 | 112 | 158 | -46 |
| Neath RFC          | 2   | 6 | 1 | 0 | 5 | 13 | 17 | 128 | 149 | -21 |

| Date        | Lieu                           | Équipe             | Score | Adversaire         |
| ----------- | ------------------------------ | ------------------ | ----- | ------------------ |
| 19 novembre | Franklins Gardens, Northampton | Northampton Saints | 21-12 | Neath RFC          |
| 19 novembre | Netherdale, Galashiels         | Edinburgh          | 23-18 | FC Grenoble        |
| 27 novembre | The Gnoll, Neath               | Neath RFC          | 20-31 | Edinburgh          |
| 27 novembre | Lesdiguières, Grenoble         | FC Grenoble        | 20-18 | Northampton Saints |
| 11 décembre | The Gnoll, Neath               | Neath RFC          | 43-14 | FC Grenoble        |
| 11 décembre | Franklins Gardens, Northampton | Northampton Saints | 32-8  | Edinburgh          |
| 17 décembre | Myreside, Édimbourg            | Edinburgh          | 8-47  | Northampton Saints |
| 18 décembre | Lesdiguières, Grenoble         | FC Grenoble        | 21-10 | Neath RFC          |
| 7 janvier   | Myreside, Édimbourg            | Edinburgh          | 23-20 | Neath RFC          |
| 9 janvier   | Franklins Gardens, Northampton | Northampton Saints | 27-16 | FC Grenoble        |
| 15 janvier  | Lesdiguières, Grenoble         | FC Grenoble        | 21-19 | Edinburgh          |
| 15 janvier  | The Gnoll, Neath               | Neath RFC          | 23-39 | Northampton Saints |

Composition de la seule équipe à battre en coupe d'Europe Northampton Saints futur champion :
1. Abraham Tolofua  2. Jean-Jacques Taofifénua 3. Laurent Gomez 

4. Franz Jolmès 5. Patrick Lubungu 

6. Jérôme Carré 8. Willy Taofifénua  7. Sébastien Pochon 

9. Olivier Beaudon 10. Frédéric Vélo 

11. Paul Cooke 12. Franck Rimet 13. Darren Adams 14. Henri Lugier 

15. Franck Corrihons 

sont entrés en cours de match :
Thibault Algret, Sebastian Rondinelli, Khalid Benazzi, Emmanuel Amapakabo, Hervé Laporte et Pascal Villard

### Phases finales

#### Tableau
|  | Quarts de finale                                   | Quarts de finale                           |                    |    | Demi-finales                             | Demi-finales                             |  |  | Finale                               | Finale                               |
|  | Quarts de finale                                   | Quarts de finale                           |                    |    | Demi-finales                             | Demi-finales                             |  |  | Finale                               | Finale                               |
|  |                                                    |                                            |                    |    |                                          |                                          |  |  |                                      |                                      |
|  | le 15 avril 2000 au Stadium, Toulouse              | le 15 avril 2000 au Stadium, Toulouse      |                    |    | le 6 mai 2000 au Stade Lescure, Bordeaux | le 6 mai 2000 au Stade Lescure, Bordeaux |  |  | le 27 mai 2000 à Twickenham, Londres | le 27 mai 2000 à Twickenham, Londres |
|  | le 15 avril 2000 au Stadium, Toulouse              | le 15 avril 2000 au Stadium, Toulouse      |                    |    | le 6 mai 2000 au Stade Lescure, Bordeaux | le 6 mai 2000 au Stade Lescure, Bordeaux |  |  | le 27 mai 2000 à Twickenham, Londres | le 27 mai 2000 à Twickenham, Londres |
|  | Stade toulousain                                   | 31                                         |                    |    | le 6 mai 2000 au Stade Lescure, Bordeaux | le 6 mai 2000 au Stade Lescure, Bordeaux |  |  | le 27 mai 2000 à Twickenham, Londres | le 27 mai 2000 à Twickenham, Londres |
|  | Stade toulousain                                   | 31                                         |                    |    | le 6 mai 2000 au Stade Lescure, Bordeaux | le 6 mai 2000 au Stade Lescure, Bordeaux |  |  | le 27 mai 2000 à Twickenham, Londres | le 27 mai 2000 à Twickenham, Londres |
|  | ASM Clermont                                       | 18                                         |                    |    | le 6 mai 2000 au Stade Lescure, Bordeaux | le 6 mai 2000 au Stade Lescure, Bordeaux |  |  | le 27 mai 2000 à Twickenham, Londres | le 27 mai 2000 à Twickenham, Londres |
|  | ASM Clermont                                       | 18                                         | Stade toulousain   | 25 |                                          |                                          |  |  | le 27 mai 2000 à Twickenham, Londres | le 27 mai 2000 à Twickenham, Londres |
|  | le 15 avril 2000 au Thomond Park, Limerick         |                                            | Stade toulousain   | 25 |                                          |                                          |  |  | le 27 mai 2000 à Twickenham, Londres | le 27 mai 2000 à Twickenham, Londres |
|  |                                                    | Munster                                    | 31                 |    |                                          |                                          |  |  | le 27 mai 2000 à Twickenham, Londres | le 27 mai 2000 à Twickenham, Londres |
|  | Munster                                            | Munster                                    | 31                 | 27 |                                          |                                          |  |  | le 27 mai 2000 à Twickenham, Londres | le 27 mai 2000 à Twickenham, Londres |
|  | Munster                                            |                                            |                    | 27 |                                          |                                          |  |  | le 27 mai 2000 à Twickenham, Londres | le 27 mai 2000 à Twickenham, Londres |
|  | Stade français Paris                               | 10                                         |                    |    |                                          |                                          |  |  | le 27 mai 2000 à Twickenham, Londres | le 27 mai 2000 à Twickenham, Londres |
|  | Stade français Paris                               | 10                                         | Munster            | 8  |                                          |                                          |  |  |                                      |                                      |
|  | le 15 avril 2000 au Stradey Park, Llanelli         |                                            | Munster            | 8  |                                          |                                          |  |  |                                      |                                      |
|  |                                                    | Northampton Saints                         | 9                  |    |                                          |                                          |  |  |                                      |                                      |
|  | Llanelli RFC                                       | Northampton Saints                         | 9                  | 22 |                                          |                                          |  |  |                                      |                                      |
|  | Llanelli RFC                                       | le 7 mai 2000 au Madejski Stadium, Reading |                    | 22 |                                          |                                          |  |  |                                      |                                      |
|  | Cardiff RFC                                        | 3                                          |                    |    |                                          |                                          |  |  |                                      |                                      |
|  | Cardiff RFC                                        | 3                                          | Northampton Saints | 31 |                                          |                                          |  |  |                                      |                                      |
|  | le 16 avril 2000 au Franklins Gardens, Northampton |                                            | Northampton Saints | 31 |                                          |                                          |  |  |                                      |                                      |
|  |                                                    | Llanelli RFC                               | 28                 |    |                                          |                                          |  |  |                                      |                                      |
|  | Northampton Saints                                 | Llanelli RFC                               | 28                 | 25 |                                          |                                          |  |  |                                      |                                      |
|  | Northampton Saints                                 |                                            |                    | 25 |                                          |                                          |  |  |                                      |                                      |
|  | London Wasps                                       | 22                                         |                    |    |                                          |                                          |  |  |                                      |                                      |
|  | London Wasps                                       | 22                                         |                    |    |                                          |                                          |  |  |                                      |                                      |

## Coupe de France

### À domicile
- Grenoble-Racing 27-14
- Grenoble-Stade Français 44-33
- Grenoble-Bourgoin 19-25

### À l’extérieur
- Racing-Grenoble 3-14
- Stade Français-Grenoble 39-26
- Bourgoin-Grenoble 35-21

## Entraîneurs
L'équipe professionnelle est encadrée par
| Nom             | Poste     | Nationalité |
| --------------- | --------- | ----------- |
| Michel Ringeval | Principal | France      |
| Yves Pinotti    | Adjoint   | France      |

## Effectif de la saison 1999-2000
| Nom                     | Poste                  | Naissance         | Nationalité                               |
| ----------------------- | ---------------------- | ----------------- | ----------------------------------------- |
| Frédéric Camoin         | Pilier                 | 3 octobre 1973    | France                                    |
| Laurent Gomez           | Pilier                 | 15 août 1970      | France                                    |
| Valesi Muaiavu          | Pilier                 | 18 février 1969   | Samoa                                     |
| Laurent Pakihivatau     | Pilier                 | 26 janvier 1973   | France                                    |
| Lionel Pégoud           | Pilier                 | 26 janvier 1972   | France                                    |
| Sebastián Rondinelli    | Pilier                 | 28 août 1975      | Argentine                                 |
| Abraham Tolofua         | Pilier                 | 27 août 1972      | France                                    |
| Thibault Algret         | Talonneur              | 8 mars 1975       | France                                    |
| Jean-Jacques Taofifénua | Talonneur              | 25 avril 1971     | France                                    |
| Khalid Benazzi          | Deuxième ligne         | 17 décembre 1969  | Maroc / France                            |
| Franz Jolmès            | Deuxième ligne         | 13 juin 1968      | France                                    |
| Patrick Lubungu         | Deuxième ligne         | 4 septembre 1970  | République démocratique du Congo / France |
| Lyonel Vaïtanaki        | Deuxième ligne         | 4 juin 1970       | France                                    |
| Franck Alazet           | Troisième ligne aile   | 31 août 1971      | France                                    |
| Emmanuel Amapakabo      | Troisième ligne aile   | 23 décembre 1973  | Nigeria                                   |
| Jean-Emmanuel Bahoken   | Troisième ligne aile   | 29 juin 1976      | France                                    |
| Romuald Boulé           | Troisième ligne aile   | 23 juillet 1972   | France                                    |
| Jérôme Carré            | Troisième ligne aile   | 22 avril 1975     | France                                    |
| Jérôme Dhien            | Troisième ligne aile   | 26 août 1973      | France                                    |
| Sébastien Pochon        | Troisième ligne centre | 30 novembre 1973  | France                                    |
| Willy Taofifénua        | Troisième ligne centre | 4 février 1963    | France                                    |
| Olivier Beaudon         | Demi de mêlée          | 7 mars 1972       | France                                    |
| Franck Corrihons        | Demi de mêlée          | 7 septembre 1970  | France                                    |
| Mark Beale              | Demi d'ouverture       | 25 novembre 1972  | Nouvelle-Zélande                          |
| Frédéric Boyadjian      | Demi d'ouverture       | 13 février 1977   | France                                    |
| Maxime Suarez           | Demi d'ouverture       | 14 mars 1976      | France                                    |
| Darren Adams            | Centre                 | 12 juin 1965      | Nouvelle-Zélande / France                 |
| Hervé Laporte           | Centre                 | 4 août 1970       | France                                    |
| Nicolas Martin          | Centre                 | 15 juillet 1973   | France                                    |
| Franck Rimet            | Centre                 | 7 mars 1971       | France                                    |
| Tony Stanger            | Centre                 | 14 mai 1968       | Écosse                                    |
| Martin Stanley          | Centre                 | 12 janvier 1969   | Nouvelle-Zélande                          |
| Frédéric Vélo           | Centre                 | 4 janvier 1966    | France                                    |
| Diego Albanese          | Ailier                 | 17 septembre 1973 | Argentine                                 |
| Bastien Beyret          | Ailier                 | 23 mars 1976      | France                                    |
| Paul Cooke              | Ailier                 | 9 janvier 1967    | Nouvelle-Zélande                          |
| Henri Lugier            | Ailier                 | 9 avril 1969      | France                                    |
| Pascal Villard          | Ailier                 | 22 février 1969   | France                                    |
| Gérald Bastide          | Arrière                | 7 septembre 1973  | France                                    |
| Theo van Rensburg       | Arrière                | 26 août 1967      | Afrique du Sud                            |

### Équipe-Type
1. Abraham Tolofua  2. Jean-Jacques Taofifénua 3. Laurent Gomez 

4. Lyonel Vaitanaki 5. Patrick Lubungu 

6. Jérôme Carré ou Sébastien Pochon 8. Willy Taofifénua  7. Emmanuel Amapakabo ou Jean-Emmanuel Bahoken 

9. Olivier Beaudon ou Franck Corrihons 10. Mark Beale puis Frédéric Vélo 

11. Paul Cooke ou Henri Lugier 12. Frédéric Vélo ou Martin Stanley 13. Tony Stanger 14. Pascal Villard puis Diego Albanese 

15. Franck Corrihons ou Theo van Rensburg 